# Jean Mercanton
Jean Mercanton est un acteur français, né le 17 mai 1920 à La Roque-d'Anthéron (Bouches-du-Rhône) et mort le 4 novembre 1947 à Neuilly-sur-Seine (Hauts-de-Seine).

## Biographie
Jean Mercanton, de son nom complet Jean Louis Georges Mercanton, peut être considéré comme l'un des acteurs français ayant débuté le plus jeune, car il n'avait que quelques semaines quand il est apparu dans Miarka, la fille à l'ourse, réalisé par son père Louis Mercanton. Il joue également dans plusieurs films de son père, dont Vénus en 1929.
Il meurt en novembre 1947 de la poliomyélite, et est inhumé au cimetière nouveau de Neuilly-sur-Seine (division 1).

## Filmographie
- 1920 : Miarka, la fille à l'ourse de Louis Mercanton
- 1924 : Les Deux Gosses de Louis Mercanton
- 1926 : La Petite Bonne du palace et Cinders de Louis Mercanton
- 1927 : Croquette, une histoire de cirque de Louis Mercanton
- 1928 : Le Passager de Jacques de Baroncelli
- 1928 : Vénus de Louis Mercanton
- 1929 : Le Mystère de la villa rose de Louis Mercanton
- 1930 : La Lettre de Louis Mercanton
- 1930 : À mi-chemin du ciel d'Alberto Cavalcanti
- 1930 : Toute sa vie d'Alberto Cavalcanti
- 1930 : L'Arlésienne de Jacques de Baroncelli
- 1930 : L'Enfant de l'amour de Marcel L'Herbier
- 1931 : Marions-nous de Louis Mercanton
- 1931 : Princesse, à vos ordres de Hanns Schwarz et Max de Vaucorbeil
- 1931 : Une idée de génie de Louis Mercanton (court métrage)
- 1931 : Le Meeting de Louis Mercanton (court métrage)
- 1931 : Les Rois mages de Louis Mercanton (court métrage)
- 1931 : Sur le tas de sable de Louis Mercanton (court métrage)
- 1931 : Ohé! Ohé! de Louis Mercanton (court métrage)
- 1932 : Il est charmant de Louis Mercanton
- 1932 : Avec l'assurance de Roger Capellani
- 1932 : Cognasse de Louis Mercanton
- 1932 : Monsieur Albert de Karl Anton
- 1932 : Passionnément de Louis Mercanton
- 1932 : Stupéfiants de Kurt Gerron et Roger Le Bon
- 1932 : La Femme poisson de Louis Mercanton (court métrage)
- 1933 : Rivaux de la piste de Serge de Poligny
- 1936 : Les Grands de Félix Gandéra et Robert Bibal
- 1938 : Le Capitaine Benoît de Maurice de Canonge
- 1938 : Le Petit Chose de Maurice Cloche
- 1939 : Trois de Saint-Cyr de Jean-Paul Paulin
- 1939 : La Charrette fantôme de Julien Duvivier
- 1940 : L'Homme qui cherche la vérité d'Alexandre Esway
- 1942 : Départ à zéro de Maurice Cloche
- 1942 : Les Petits Riens de Raymond Leboursier
- 1942 : Soyez les bienvenus de Jacques de Baroncelli
- 1943 : Untel père et fils de Julien Duvivier
- 1943 : 'Lucrèce de Léo Joannon
- 1944 : Le Carrefour des enfants perdus de Léo Joannon
- 1944 : La Collection Ménard de Bernard-Roland
- 1945 : Marie la Misère de Jacques de Baroncelli
- 1946 : Fils de France de Pierre Blondy
- 1946 : Désarroi de Robert-Paul Dagan

## Théâtre
- 1935 : Y'avait un prisonnier de Jean Anouilh, Théâtre des Ambassadeurs
- 1936 : Le Pélican ou Une étrange famille de Francis de Croisset d'après Somerset Maugham, Théâtre des Ambassadeurs
- 1937 : Altitude 3200 de Julien Luchaire, mise en scène Raymond Rouleau, Théâtre de l'Étoile
- 1937 : L'Écurie Watson de Terence Rattigan, adaptation Pierre Fresnay et Maurice Sachs, Théâtre Saint-Georges
- 1939 : Histoire de rire d'Armand Salacrou, création le 22 décembre 1939 au Théâtre de la Madeleine, rôle d'Achille Bellorson
- 1942 : Mégarée de Maurice Druon, mise en scène Samson Fainsilber, Théâtre de Monte-Carlo (Monaco)
- 1943 : L'École des faisans de Paul Nivoix, Théâtre de l'Avenue
- 1946 : Mégarée de Maurice Druon, mise en scène Jean Mercure, Théâtre royal du Parc, Théâtre du Vieux-Colombier